# Deepwave
Deepwave (Eigenschreibweise: DEEPWAVE) ist eine im Februar 2003 in Hamburg gegründete Meeresschutzinitiative zum Schutz der Hoch- und Tiefsee. Ziel von Deepwave ist die Entwicklung und Förderung umweltverträglicher Strukturen für das Ökosystem Meer. Deepwave zählt zu den kleineren Umweltorganisationen. Nationale und internationale Anerkennung erlangte Deepwave durch die Projekte Mangreen und Segeln gegen Proteinpiraten.
Weitere Ziele der Meeresschutzorganisation sind das Bewusstsein über Umweltgefährdungen zu fördern (z. B. über die Publikation der Meeresfibel "Unser blauer Planet"), politisch Druck auszuüben, um die Ursachen für diese Gefährdungen zu beheben, die Verbreitung wissenschaftlicher Erkenntnisse zu fördern sowie einen organisatorischen Rahmen für Informations- und Meinungsaustausch zu meereskundlichen Themen zu bieten.

## Vereinsdaten
Der Gründer der Initiative war der Meeresbiologe Onno Groß. 
Insgesamt zählt Deepwave ca. 70 Mitglieder aus den verschiedensten Gebieten der Wissenschaft, wie z. B. der Biologie, Geodäsie, Physik, der IT und dem Journalismus. Die Mitglieder stammen aus Ländern wie beispielsweise Australien, USA oder Indien und steuern so ein weltweites Netzwerk von Umweltschützern. In Hamburg sind ca. 15 Aktivisten tätig. 
Deepwave finanziert sich ausschließlich über Spendengelder. Die Lighthouse Foundation, die Haspa Lotterie, der Bußgeldfonds Hamburgs, die Mitglieder und anonyme Spender fördern den Verein mit festgelegtem Budget. Prominentestes Mitglied ist der Buchautor Frank Schätzing, der auch dem Beirat von Deepwave angehört. Schätzing unterstützt beispielsweise durch Einnahmen aus Benefiz-Lesungen viele Projekte der Meeresschutzorganisation.
Die Meeresschutzorganisation arbeitet mit vielen anderen bekannten Umweltschutz-Organisationen wie z. B. DSCC, GSM, DNR, WWF, OMCAR, Greenpeace oder IFAW zusammen und ist Mitglied in einer Reihe von weiteren Organisationen.

## Das Projekt „Mangreen“

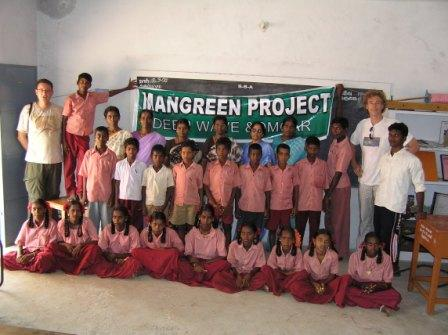
Indien – Pattukkottai: Logo von Deepwave, davor rechts Onno Groß und der OMCAR-Chef Balaji

Im Jahr 2005 haben Deepwave und OMCAR (Organisation of Marine Conservation, Research and Awareness) ein Mangroven-Anpflanzungsprojekt im südindischen Tamil Nadu mit dem Namen „Mangreen“ (Mangrove Restoration and Ecology in India) ins Leben gerufen. UN-Projekte in Asien haben gezeigt, dass diese erfolgreich wiederangepflanzt werden können. „Mangreen“ möchte so ein nachhaltiges Wachstum der Mangrovenwälder fördern und gleichzeitig das ambivalente Verhältnis der Bevölkerung zu ihrer Umwelt mit Aufklärungskampagnen verbessern.
Keimlinge von Mangrovenbäumen aus intakten Wäldern werden für die Baumschulen gesammelt. Die Setzlinge werden dann per Hand vorgezogen und in den vorher ausgewählten Gezeitenzonen eingepflanzt. Vor Ort werden Fischer in Aufzucht- und Pflanzmethoden sowie der Beobachtung der Setzlinge unterwiesen, um den langfristigen Schutz der Mangrovenbäume zu gewährleisten.
Das Wiederaufforstungsprojekt wird in enger Absprache mit der Forstbehörde in Pattukkottai und Meeresbiologen der Universität Bharathidasan koordiniert. Das Mangreen-Projekt soll mindestens fünf Jahre laufen, um der Küste neue Mangrovenwälder und der Bevölkerung eine nachhaltige Zukunftsgrundlage zu ermöglichen.

## Expedition Wallacea

Deepwave-Wissenschaftler bei der Arbeit

2005 machte sich die Deepwave zusammen mit anderen Wissenschaftlern auf die Spuren von Alfred Russel Wallace. Dieser hatte im Jahre 1860 die Region Wallacea, die nach ihm benannt wurde, entdeckt und erforscht. Um weitere Fragen im Zusammenhang mit Artenentstehung, zur historischen Biographie und zur Evolution zu beantworten, werden derzeit die bei Tauchvorgängen entnommenen DNA-Proben zur Biodiversität und Faunengrenze anhand von benthischen Foraminiferen (Bodentieren) untersucht. Das gesamte Projekt wurde von Dokumentarfilmer Matthias Kopfmüller begleitet.